# Viola mongolica
Viola mongolica Franch. – gatunek roślin z rodziny fiołkowatych (Violaceae). Występuje naturalnie w Chinach (w prowincjach Hebei, Heilongjiang, Henan, Jilin, Liaoning i Shanxi, a także w regionie autonomicznym Mongolia Wewnętrzna) oraz na Półwyspie Koreańskim. 

## Morfologia
PokrójBylina dorastająca do 5–10 cm wysokości, tworzy kłącza.
LiścieBlaszka liściowa ma kształt od owalnego do eliptycznego. Mierzy 1,5–6 cm długości oraz 1–5 cm szerokości, jest piłkowana na brzegu, ma sercowatą nasadę i ostry lub tępy wierzchołek. Ogonek liściowy jest nagi i ma 2–7 cm długości. Przylistki są lancetowate.
KwiatyPojedyncze, wyrastające z kątów pędów. Mają działki kielicha o eliptycznie lancetowatym lub podługowato lancetowatym kształcie i dorastające do 7–9 mm długości. Płatki są odwrotnie jajowate i mają białą barwę, dolny płatek jest odwrotnie jajowaty, mierzy 15-20 mm długości, posiada obłą ostrogę o długości 6-7 mm.
OwoceTorebki mierzące 6-8 mm długości, o jajowatym lub elipsoidalnym kształcie.

## Biologia i ekologia
Rośnie w lasach, na łąkach, skarpach i terenach skalistych. Występuje na wysokości od 500 do 1900 m n.p.m.